# Martin Guerre (Musical)
Martin Guerre ist ein Musical von Claude-Michel Schönberg (Musik) und Alain Boublil (Libretto) aus dem Jahr 1996. Das Musical basiert sehr frei auf dem von François Gayot de Pitaval überlieferten historischen Kriminalfall um Martin Guerre aus dem 16. Jahrhundert sowie auf dem Film Die Rückkehr des Martin Guerre aus dem Jahr 1982.

## Handlung
Die Geschichte spielt in dem Dorf Artigat im Frankreich des 16. Jahrhunderts zur Zeit der Hugenottenkriege. Der junge Martin Guerre wird gegen seinen Willen mit Bertrande verheiratet, damit diese einen katholischen Erben bekommt. Als der erhoffte Nachwuchs ausbleibt und Martin von seinem Rivalen Guillaume und der übrigen Dorfbevölkerung verspottet wird, ergreift er die Flucht und zieht als Soldat in den Krieg. Arnaud, ein Freund von Martin Guerre, der irrtümlicherweise annimmt, dieser sei im Krieg gefallen, sucht Bertrande auf, um ihr die Nachricht von Martins Tod zu überbringen. Dabei verlieben Arnaud und Bertrande sich ineinander. Alle halten nun Arnaud für den zurückgekehrten Martin Guerre. Arnaud und Bertrande behalten ihr Geheimnis jedoch für sich, und so geht eine Zeit lang alles gut, bis der echte Martin Guerre wieder auftaucht.

## Stil
Die Musik des Musicals steht in der Tradition der Welterfolge Les Misérables und Miss Saigon, die vom selben Autorenteam stammen. Stärker noch als die beiden Vorgänger ähnelt das Musical den durchkomponierten Opern des späten 19. Jahrhunderts mit einem komplexen Leitmotivgeflecht und anspruchsvollen Solo- und Chorpartien.

## Versionen
Eine erste Fassung hatte am 10. Juli 1996 unter der Regie von Declan Donnellan im Prince Edward Theatre im Londoner Westend Premiere. Einige schlechte Kritiken und die Unzufriedenheit der Autoren mit dem eigenen Werk veranlassten den Produzenten Cameron Mackintosh zu einer weitgehenden Überarbeitung, die hauptsächlich der Texter Stephen Clark vornahm. Es wurden einige neue Lieder hinzugefügt, einige andere verschwanden. Man versuchte auch, den Schwerpunkt der Handlung von Martin auf Bertrande zu legen. Die überarbeitete Version wurde am 10. November 1996 uraufgeführt. Die Kritiken waren deutlich besser, und das Musical erlebte in London insgesamt 700 Aufführungen. 1999 wurde das Werk für eine Inszenierung des West Yorkshire Playhouse, die anschließend als Tourneeproduktion weitergeführt wurde, grundlegend überarbeitet. Die Handlungsdramaturgie wurde modifiziert, so dass ein Großteil des ersten Aktes als Rückblende erzählt wurde. Vom ursprünglichen Libretto blieb nichts erhalten. In dieser Version wurde der Religionskonflikt betont und der katholische Priester löste Guillaume als zentraler Gegenspieler der Hauptfiguren ab. Die Partitur wurde für eine deutlich kleinere Orchesterbesetzung neu instrumentiert. Ziel der Autoren und des neuen Regieteams war es, die epische Breite zurückzunehmen und das Werk in ein tragisches Kammerspiel mit psychologischem Schwerpunkt zu verwandeln. Ein Jahr später erfolgten für die US-Tournee weitere, allerdings weniger umfangreiche Modifikationen. Die negative Charakterisierung der katholischen Kirche wurde abgeschwächt und die Rolle des Guillaume wieder aufgewertet. Ferner entschied man sich im Hinblick auf eine geplante Broadway-Produktion für eine Rückkehr zu einem eher symphonischen Klang und setzte im Orchester mehr Streichinstrumente ein. Eine experimentelle Sonderfassung für eine Inszenierung des Watermill Theatre in Newbury entstand 2007. Sie greift Elemente aus allen vorhergehenden Versionen auf und zeichnet sich durch die Besonderheit aus, dass die Darsteller gleichzeitig auch als Orchestermusiker fungieren.

## Erfolg
Boublil und Schönberg waren mit dem Musical nie zufrieden, eine geplante Broadway-Produktion wurde nie verwirklicht. Das Stück gewann zwei Olivier Awards, darunter Bestes neues Musical. Das Musical tourte jedoch von 1999 bis 2000 durch die USA. Mit dem internationalen Erfolg von Les Misérables und Miss Saigon konnte Martin Guerre nicht gleichziehen. Auch im deutschen Sprachraum ist es weitaus weniger bekannt. Ausschnitte aus dem Werk werden jedoch gelegentlich konzertant aufgeführt und der Titel "Bethlehem" (eine frühere Version von "The Holy Fight") hat sich fest im Repertoire anglikanischer Kirchenchöre etabliert.

## Musikalische Szenen der Fassung von 1999
- Live With Somebody You Love
- Your Wedding Day
- The Deluge
- I'm Martin Guerre
- Without You As A Friend
- The Conversion
- God's Anger
- How Many Tears
- Dear Louison
- Welcome To the Land
- The Confession
- The Seasons Turn
- Don't
- All the Years
- The Holdy Fight
- The Dinner
- The Revelation
- The Day Has Come
- If You Still Love Me
- The Courtroom
- Who?
- All That I Love
- The Imposter Is Here
- The Final Witness
- The Verdict
- Justice Will Be Done
- Benoit's Lament
- Why?
- You Will Be Mine
- How Many Tears
- Live With Somebody You Love (Reprise)